# Ongulogastrura longisensilla
Ongulogastrura longisensilla är en urinsektsart som beskrevs av ?E. Thibaud och Zaher Massoud 1983. Ongulogastrura longisensilla ingår i släktet Ongulogastrura och familjen Hypogastruridae. Inga underarter finns listade i Catalogue of Life.